# Dean Memorial Airport

i7
i11
i13
Der Dean Memorial Airport (FAA-Identifier 5B9) ist ein Flugplatz in Haverhill im Grafton County im Westen von New Hampshire, einem der Neuenglandstaaten der USA. Er befindet sich im Besitz der Town of Haverhill. Im New Hampshire State Airport System Plan ist er als Lokalflugplatz (Local Airport) eingestuft, nachdem er zunächst als Basic Airport eingeordnet worden war. Die Höherstufung wurde mit dem Umstand begründet, dass Dean Memorial der einzige Flugplatz mit asphaltierter Piste im unmittelbaren Umkreis ist und der Bedienung  der Geschäftszentren von Haverhill und Littleton dienen soll.

## Lage
Das Flugfeld liegt östlich des Connecticut River in etwa 5,6 Kilometer Entfernung nordöstlich von Haverhill. Im Nordwesten liegt Woodsville, das Geschäftszentrum der Gemeinde und der nächstgelegene größere Ort. Erschlossen wird der Platz von der New Hampshire State Route NH-116 aus, die unmittelbar nördlich am Flugplatz vorbeiführt.

## Anlage
Die Bahn 01/19 ist asphaltiert und zeitweise beleuchtet. Der Anflug ist in einem nicht-präzisen Instrumentenanflugsverfahren möglich. Es gibt vier T- und drei konventionelle Hangars sowie acht Abstellplätze mit Verankerungen. Neben AvGas gibt es keine weiteren Versorgungs-, Wartungs- oder Reparaturkapazitäten.

## Flugbewegungen
Zum Zeitpunkt der Erfassung (2018) war der Flugverkehr überwiegend lokal. 750 Zwischenlandungen standen 2250 andere Flüge gegenüber (Stand 2018).